# Приреченское сельское поселение (Мордовия)
Приреченское се́льское поселе́ние — муниципальное образование в Рузаевском районе Мордовии Российской Федерации.
Административный центр — посёлок Левженский.

## История
Статус и границы сельского поселения установлены Законом Республики Мордовия от 7 февраля 2005 года № 14-З «Об установлении границ муниципальных образований Рузаевского муниципального района, Рузаевского муниципального района и наделении их статусом сельского поселения, городского поселения и муниципального района».

## Население
| 2002  | 2010  | 2012  | 2013  | 2014  | 2015  | 2016  |
| ----- | ----- | ----- | ----- | ----- | ----- | ----- |
| 1261  | ↘1164 | ↘1157 | ↘1121 | →1121 | ↗1131 | ↘1122 |
| 2017  | 2018  | 2019  | 2020  | 2021  |       |       |
| ↘1119 | ↘1101 | ↘1077 | ↘1064 | ↗1225 |       |       |

## Состав сельского поселения
| № | Населённый пункт | Тип населённого пункта          | Население |
| - | ---------------- | ------------------------------- | --------- |
| 1 | Левженский       | посёлок, административный центр | ↗1225     |